# Códice Ramírez

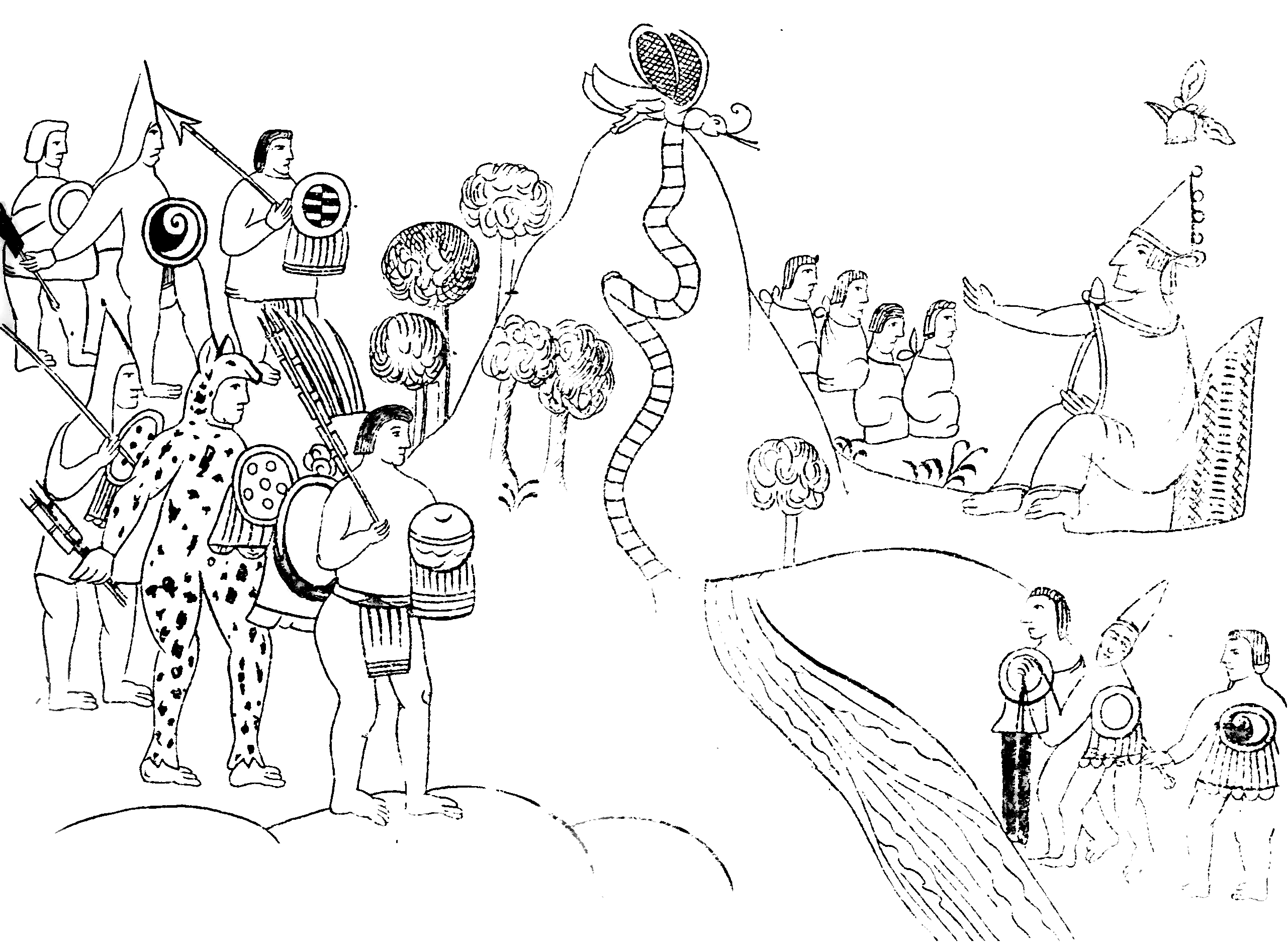
Los mexicas son sitiados en Chapultepec por los tepanecas y culhuas por órdenes de Coxcoxtli, rey de Culhuacán (Códice Ramírez, lámina 3)

El Códice Ramírez (Biblioteca Nacional de Antropología e Historia, MNA 35-100), que no debe ser confundido con el Códice Tovar, es un manuscrito creado a fines del siglo XVI, con el título Relación del origen de los indios que habitan esta Nueva España según sus Historias. Recibe su nombre por el erudito José Fernando Ramírez, quién lo descubrió en el convento de San Francisco en la Ciudad de México en 1856.
Aunque anónimo, se considera que fue creado por el jesuita Juan de Tovar alrededor de 1583-1587, probablemente trabajando bajo los auspicios del historiador José de Acosta. El manuscrito trata sobre la historia del los mexicas desde sus orígenes legendarios en Aztlan hasta la conquista española. Además del texto del Relación, el manuscrito contiene 32 dibujos en blanco y negro que tienen notables paralelismos con aquellos de la obra de Diego Durán, Historia de las Indias de la Nueva España e Islas de Tierra Firme, en la cual el texto se inspira parcialmente, aunque también muestra diferencias significativas. Está considerado como un borrador o versión más temprana de lo que sería el Códice Tovar, una versión colorada de la misma historia, que preparó Tovar y fue enviada para Acosta en España, que ahora se conserva en la Biblioteca de Brown de Carter de John en Providencia.

### Contenido
El Códice Ramirez comprende tres secciones o tratados: una historia imperial mexica; un libro sobre deidades y sus festivales; y una relación breve del calendario nativo. La sección más detallada e importante es el primer tratado, el cual es una crónica del imperio mexica y la conquista española. Tovar afirma que sus trabajos fueron preparados consultando informantes de Tula; sin embargo, los historiadores argumentan que también utilizó de manera extensa los trabajos de Diego Durán, dado el innegable paralelo entre ambos. Se ha propuesto que, aunque Tovar puede haber tomado elementos de Durán, ambos de ellos, junto con el historiador Fernando de Alvarado Tezozómoc, basó sus trabajos en una fuente náhuatl más temprana y ahora perdida. Este documento más temprano (o documentos) es a menudo referido como la "Crónica X" y se le considera la fuente original detrás de un número de manuscritos tempranos (como el Ramírez, Durán y códices de Acosta), esto basados en semejanzas en su contenido, los cuales coinciden en la exaltación del Cihuacoatl Tlacaelel como la figura crucial en la consolidación y expansión del imperio mexica.
Las ilustraciones que acompañan al manuscrito fueron creadas por un tlacuilo mexica. Han quedado sin colorear, aunque indicaciones para los colores aún se conservan en algunas de las láminas, las 26 y 28. Los primeros 18 dibujos son paralelos a aquellos presentados en la obra de Durán, Historia de las Indias de Nueva España e Islas de Tierra Firme; los números 29 y 30 son ruedas calendáricas, mientras las últimas dos láminas son dibujos enteramente originales, describiendo la Conquista española.

### Descubrimiento y publicación
Como se ha mencionado, el Códice Ramírez fue descubierto en 1856 por José Fernando Ramírez en la biblioteca del convento de San Francisco en la Ciudad de México. Ramírez preparó el manuscrito para su publicación, pero tristemente no vivió para verla; ésta fue concluida por Manuel Orozco y Berra en su edición de 1847 de la Crónica mexicana de Fernando Alvarado Tezozomoc. Para honrar a Ramírez, Orozco y Berra nombró el códice en su honor; en su edición, publicó tanto el códice como la obra de Tezozomoc juntos, intercalando las láminas del Códice Ramírez a lo largo del volumen entero. La publicación del códice por Editorial Innovación en 1979 fue la primera versión independiente del texto. El códice ha sido posteriormente traducido al francés e inglés.